# Kevin Freeman
Pour les articles homonymes, voir Freeman.
Kevin Freeman, né le 21 octobre 1941 à Portland et mort le 10 mars 2023,, est un cavalier américain.

## Biographie
Kevin Freeman est membre de l'équipe olympique des États-Unis de concours complet aux Jeux olympiques d'été de 1964 à Tokyo. Lors de cette compétition, il remporte la médaille d'argent en concours complet par équipes avec John Michael Plumb et Michael Page. Lors des Jeux olympiques d'été de 1972, il remporte une nouvelle médaille d'argent en concours complet par équipes avec Bruce Davidson, John Michael Plumb et James C. Wofford.